# 앤서니 퀸
앤서니 퀸(Anthony Quinn, 본명: Antonio Rudolfo Oaxaca Quinn, 1915년 4월 21일 ~ 2001년 6월 3일)은 멕시코 출생의 미국의 배우, 화가, 작가이다. 여러 영화에 출연하였고, 2차례 아카데미상을 수상하였다.

## 출연작
- 《피와 모래》(Blood and Sand, 1941년)
- 《바다의 지배자》(The Black Swan, 1942년)
- 《혁명아 자파타》(Viva Zapata!, 1952년)
- 《길》(La strada, 1954년)
- 《노틀담의 꼽추》(Notre Dame de Paris, 1956년)
- 《워록》(Warlock, 1959년)
- 《나바론 요새》(The Guns of Navarone, 1961년)
- 《바라바》(Barabbas, 1961년)
- 《아라비아의 로렌스》(Lawrence of Arabia, 1962년)
- 《그리스인 조르바》(Zorba the Greek, 1964년)
- 《사막의 라이온》(Lion of the Desert, 1981년)
- 《라스트 액션 히어로》(Last Action Hero, 1993년)
- 《구름 속의 산책》